# منزل سهيل
منزل سهيّل هي منطقة ذات طابع ريفي مهيمن، تابعة لـمعتمدية طبربة من ولاية منوبة بـتونس.
تبعد المنطقة 16.4 كيلومتر عن طبربة